# Jack Hadlington
Jack Hadlington (16 tháng 8 năm 1933 – 9 tháng 8 năm 2015) là một cầu thủ bóng đá người Anh thi đấu ở Football League cho Walsall.